# زنان در جمهوری دومینیکن
زنان در جمهوری دومینیکن از حقوق قانونی برابر با مردان در زمینه‌های اقتصادی، سیاسی، فرهنگی، اجتماعی و خانوادگی برخوردارند. شخصیت آن‌ها توسط تاریخ، فرهنگ، سنت و تجربیاتشان تعریف شده است.

## شخصیت
طبق قانون، زنان مدرن در جمهوری دومینیکن از نظر حقوق و مالکیت برابر با مردان هستند. با این حال، از نظر فرهنگی، زنان دومینیکن تحت یک سنت ماچیستا زندگی می‌کنند، جایی که زنان طبیعت ماچیزمو (روحیه مردسالاری) مردان دومینیکن را می‌پذیرند و تا حدی آن را درک می‌کنند. طبق سنت، از زنان جمهوری دومینیکن انتظار می‌رود که خانه‌دارانی مطیع باشند که نقش آن‌ها در خانه شامل فرزندآوری و پرورش، مراقبت و حمایت از همسرانشان، پخت‌وپز، تمیز کردن خانه، و دوخت‌ودوز است.

## نقش در کار
بسیاری از زنان در جمهوری دومینیکن از نظر فرهنگی از کار کردن بازداشته می‌شوند. آن‌ها درصد بسیار کمتری از نیروی کار را در کشوری که از نظر مناطق آزاد تجاری رتبه چهارم جهانی را دارد، تشکیل می‌دهند. در سال ۱۹۹۰، متوسط حقوق یک زن شاغل در جمهوری دومینیکن ۵۹ دلار آمریکا بود، در حالی که نرخ بیکاری در بین زنان دومینیکنی ۲۳٪ بود. در مناطق روستایی، یافتن شغل برای زنان آسان‌تر است اما حقوق کمتری نسبت به مردان دریافت می‌کنند. بسیاری از زنان جمهوری دومینیکن به نیویورک در ایالات متحده مهاجرت کردند تا از «فرهنگ مردسالار» جامعه دومینیکن فرار کنند. یک نمونه قابل توجه از ادبیاتی که مشکلات زنان در جمهوری دومینیکن و اشتیاق آن‌ها برای زندگی بهتر از طریق تحصیل را به تصویر می‌کشد، رمان تاریخی در زمان پروانه‌ها اثر جولیا آلوارز است که قهرمان آن مینروا میربال در زمان حکومت رافائل تروخیو در جمهوری دومینیکن زندگی می‌کرد.

## نمایندگی سیاسی

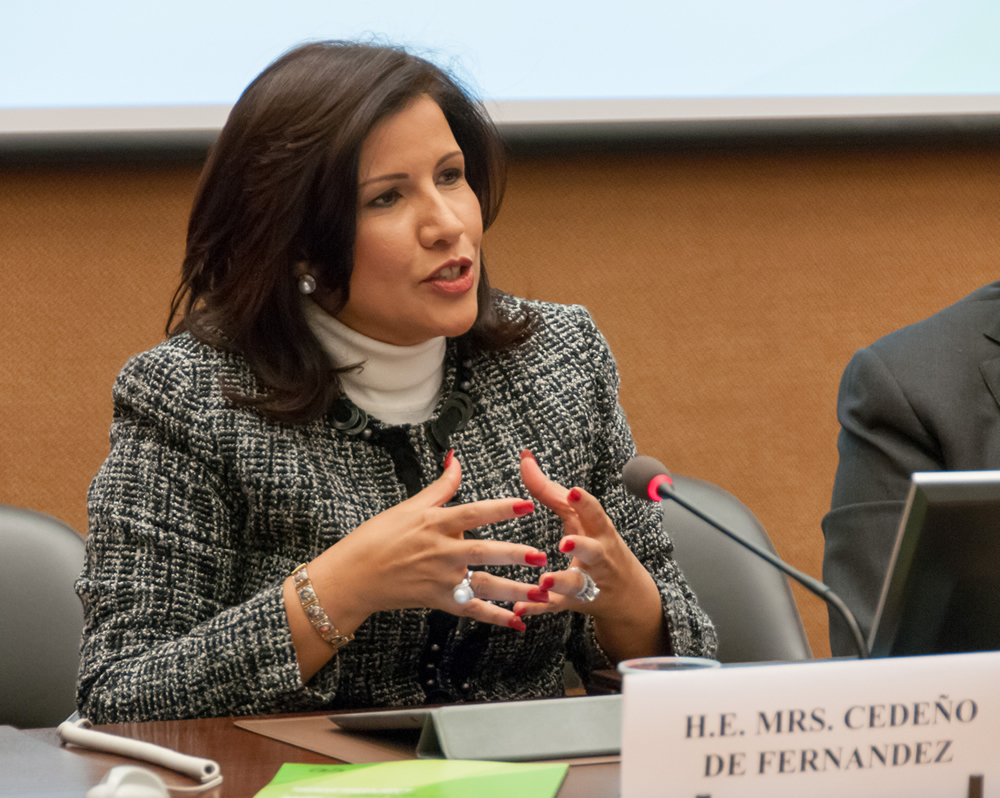
مارگاریتا سدینیو دی فرناندز، دومین معاون زن رئیس‌جمهور جمهوری دومینیکن.

در سال ۱۹۳۱، اقدام فمینیستی دومینیکن به رهبری ابیگیل مجیا اولین جنبش فمینیستی کشور را برگزار کرد که خواستار حقوق برابر تحت قانون اساسی بود. زنان دومینیکن در سال ۱۹۴۲ از طریق اصلاحات قانون اساسی همان سال، که در مواد ۹ و ۱۰ تعیین شده بود، حق رأی را به دست آوردند. این تغییر مهمی در حقوق مدنی و سیاسی زنان در جمهوری دومینیکن بود. سیاست‌های پیشرو که توسط دولت خوان بوش در سال ۱۹۶۳ اجرا شد، به زنان اجازه داد تا جنبش‌های مردمی خود را در سطوح مختلف جامعه سازماندهی کنند.
دهه‌ها بعد، در اوایل دهه ۹۰، سازمان‌های زنان در جمهوری دومینیکن شروع به مطالبه مشارکت بیشتر در انتخابات کردند. در این راستا، اولین قانون سهمیه زنان در دولت در ۲۱ دسامبر ۱۹۹۷ تصویب شد که مقرر کرد حداقل ۲۵ درصد از نامزدی‌های موقعیت‌های انتخابی احزاب توسط زنان اشغال شود. پس از آن، این درصد به ۳۳ درصد افزایش یافت. این قوانین حداقل تعداد نامزدها برای موقعیت‌های انتخابی را برای زنان تعیین کردند.

## آموزش

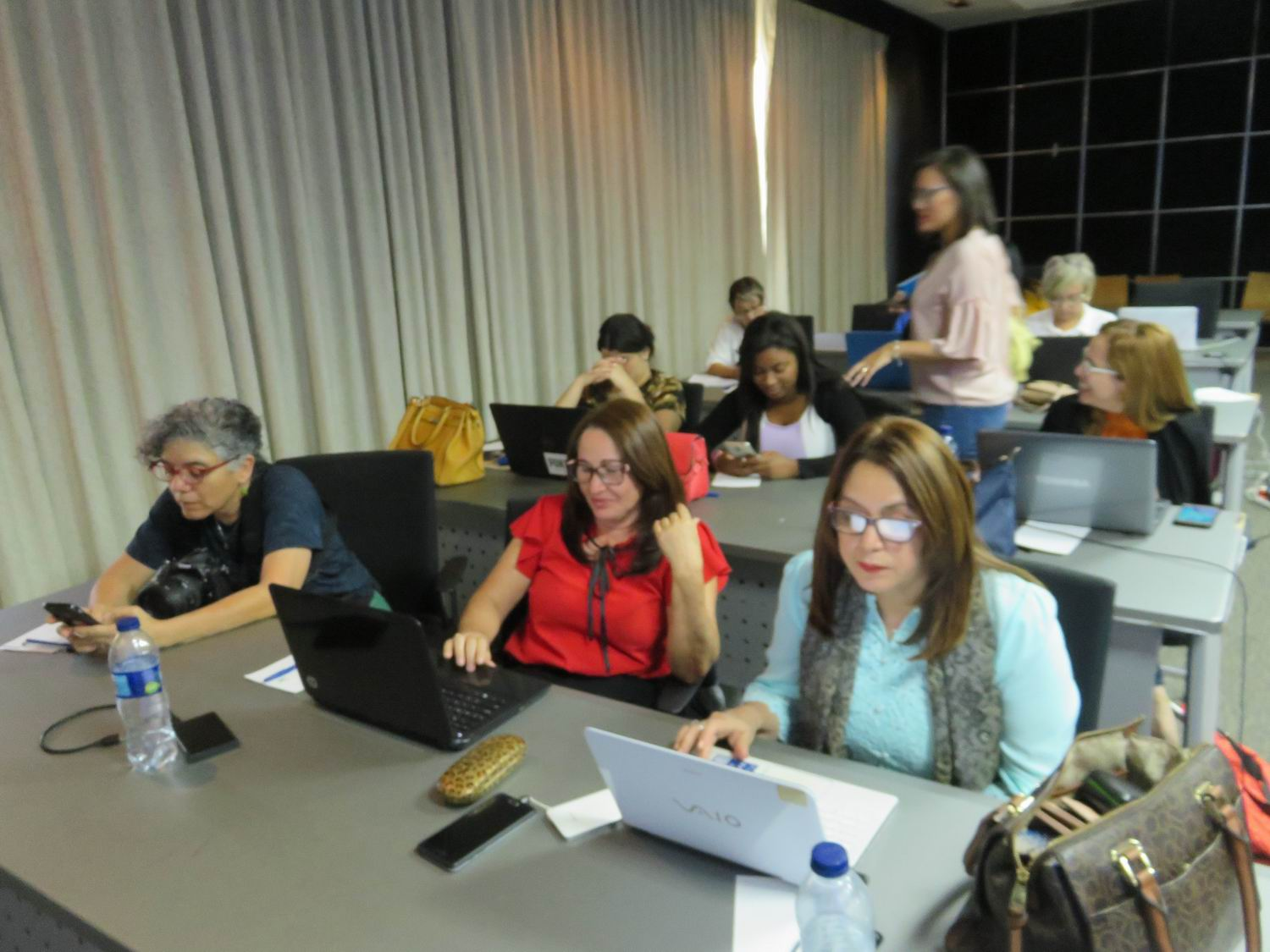
زنان در سانتیاگو، جمهوری دومینیکن.

نابرابری جنسیتی برای دختران در سیستم آموزشی از نظر مشارکت مسئله‌ای قابل توجه نیست. نرخ حضور در مدارس برای دختران بین سنین ۶ تا ۱۳ سال (۸۷٪) کمی بالاتر از پسران در همان سن (۸۴٪) است. با افزایش سن، این تفاوت واضح‌تر می‌شود به طوری که ۴۰٪ از دختران ۱۴ تا ۱۷ سال در مدارس ثبت‌نام کرده‌اند، در حالی که تنها ۲۹٪ از پسران همان سن ثبت‌نام کرده‌اند؛ بنابراین، پسران بیشتر از دختران احتمال دارد که از مدرسه ترک تحصیل کنند. نرخ سوادآموزی دختران ۹۲٫۳٪ و نرخ سوادآموزی پسران ۹۱٫۲٪ ذکر شده است. در مقایسه با میانگین جهانی، این اعداد بالاتر هستند. نرخ سوادآموزی جهانی ۸۶٫۱٪ است. برای مردان، نرخ سوادآموزی جهانی ۶۰٫۹٪ و برای زنان ۸۲٫۲٪ است.
کتاب اطلاعات جهانی CIA همچنین داده‌هایی دربارهٔ انتظار تحصیل دانش‌آموزان در جمهوری دومینیکن نشان می‌دهد. برای پسران، این انتظار ۱۳ سال است که کمی پایین‌تر از انتظار تحصیل دختران که ۱۴ سال است. در سال ۲۰۰۵، یک آزمون برای دانش‌آموزان در پایه‌های ۳، ۴ و ۵ برگزار شد تا توانایی‌های آن‌ها در درک مطلب خواندن و ریاضیات پایه‌های ۱، ۲ و ۳ ارزیابی شود. این آزمون به نامکنسرسیوم ارزیابی و تحقیقات آموزشی (CEIE) شناخته شد. آزمون نشان داد که دختران در آزمون درک مطلب خواندن بهتر از پسران عمل کردند.